# ボグダン・ストイカ
ボグダン・クリスチャン・ストイカ（Bogdan Cristian Stoica 1990年1月28日- ）はルーマニアのキックボクサー。リスペクト・ジム所属。
中国武術をバックボーンに持つ一風変わった選手。2012年5月現在、出場した試合にはほとんど負けたことがない。
193cmの長身を生かした足技が得意。かかと落としも試合中に使うことがある。
だが、パンチでも相手をKOできるだけのパワーとテクニックを持っており、KO率は高い。試合開始後わずか8秒でKO勝利を収めたこともある。
2012年5月現在は地元ルーマニアの大会を中心に活躍している。ゼバット・ポーツラックの弟であるゼナン・ポーツラックとも対戦経験がある。

## 戦績
| キックボクシング 戦績 | キックボクシング 戦績 | キックボクシング 戦績 | キックボクシング 戦績 | キックボクシング 戦績 | キックボクシング 戦績 | キックボクシング 戦績 |
| --------------------- | --------------------- | --------------------- | --------------------- | --------------------- | --------------------- | --------------------- |
| 36 試合               | (T)KO                 | 判定                  | その他                | 引き分け              | 無効試合              |                       |
| 33 勝                 | 26                    | 7                     | 0                     | 0                     | 0                     |                       |
| 3 敗                  | 0                     | 2                     | 1                     | 0                     | 0                     |                       |

| 勝敗 | 対戦相手                 | 試合結果                        | 大会名                                           | 開催年月日     |
| ○    | アンディ・ドゥルデビッチ | 1R 0:08 KO（左ハイキック）      | Local Kombat: Bodyguardul - Forţele Speciale     | 2012年3月30日  |
| ○    | ダウィッド・バジアック   | 3R 2:42 TKO（ドクターストップ） | SuperKombat World Grand Prix Final 2011          | 2011年11月19日 |
| ○    | レオン・ミエデマ         | 3R終了 判定3-0                  | SuperKombat World Grand Prix IV 2011             | 2011年10月15日 |
| ×    | ハカン・アクソイ         | 2R 1:15 TKO（足の負傷）         | SuperKombat World Grand Prix II 2011             | 2011年7月16日  |
| ○    | パコメ・アッシ           | 3R TKO                          | SuperKombat World Grand Prix I 2011              | 2011年5月21日  |
| ○    | レリオ・ラムーニ         | 3R終了 判定3-0                  | Wako-Pro World Grand Prix 2011: Romania vs Italy | 2011年3月18日  |
| ○    | フレッド・シッキング     | 1R KO（右フック）               | Real Pain Challenge – Rising Force               | 2011年2月18日  |
| ○    | ゼナン・ポーツラック     | 2R KO（右フック）               | Local Kombat "10 ani in RING"                    | 2010年11月20日 |

## 獲得タイトル
- 2011 WAKO PRO -88.68kg インターコンチネンタル王者